# جاي ماينارد
جاي ماينارد (بالإنجليزية: Jay Maynard)‏ هو مبرمج وعالم حاسوب أمريكي، ولد في 27 يوليو 1960 في الولايات المتحدة.

## وصلات خارجية
- جاي ماينارد على موقع IMDb (الإنجليزية)
- جاي ماينارد على موقع قاعدة بيانات الفيلم (الإنجليزية)